# Лукин, Афанасий Петрович
Афанасий Петрович Лукин (24 марта 1919 года — 26 июня 1996) — командир эскадрильи 159-го гвардейского Новороссийского истребительного авиационного полка 229-й истребительной авиационной дивизии 4-й воздушной армии 2-го Белорусского фронта, гвардии капитан, участник Великой Отечественной войны, Герой Советского Союза.

## Биография
Родился 22 августа 1919 года в деревне Данилково ныне Вязниковского района Владимирской области в семье крестьянина. Русский. После окончания в 1937 году Вязниковского педагогического училища работал учителем, заведующим учебной частью спецшколы при фабрике «Комсомолец». Одновременно учился в аэроклубе.
В январе 1938 года был призван в Красную Армию и направлен в лётное училище. В 1939 году окончил Пермскую военную авиационную школу. Службу проходил лётчиком-инструктором в Конотопском лётном училище. Здесь встретил начало Великой Отечественной войны.
В июне 1941 года училище было эвакуировано на Северный Кавказ. Младший лейтенант Лукин продолжал готовить лётные кадры для фронта. Ещё будучи инструктором училища, он участвовал в штурмовке мотомехчастей врага, выдвигавшихся к Тереку.
В августе 1942 года, после окончания курсов командиров звеньев, прибыл в 88-й (с 14 апреля 1944 года — 159-й гвардейский) истребительный авиационный полк, с которым прошёл всю войну. В первых боевых вылетах на И-16 одержал две победы. Показал себя не только умелым бойцом-истребителем, но и разведчиком. За разведку и обнаружение скрытой вражеской переправы через Терек был награждён орденом Красного Знамени.
В марте 1943 года, после перевооружения полка на истребители ЛаГГ-3, принимал активное участие в воздушных сражениях на Кубани. Одержал 6 побед, был награждён вторым орденом Красного Знамени. В августе 1943 года получил очередное звание — капитан. В ноябре того же года принял командование эскадрильей у капитана Карданова. Затем полк несколько месяцев находился в тылу на перевооружении и на фронт вернулся только в мае 1943 года. В 1943 году Лукин вступил в члены ВКП(б)/КПСС.
Успешно командовал эскадрильей в боях в небе Тамани и Крыма. Истребители, сопровождавшие штурмовики, часто принимали участие в ударах по наземным целям. После перевооружения полка на истребители Ла-5 участвовал в боях за освобождение Белоруссии. Последние победы одержал в небе Польши осенью 1944 года.
К октябрю 1944 года командир эскадрильи гвардии капитан Лукин совершил 325 боевых вылетов, в 120 воздушных боях лично сбил 14 и в группе 4 самолёта противника.
Указом Президиума Верховного Совета СССР от 26 октября 1944 года за образцовое выполнение заданий командования и проявленные мужество и героизм в боях с немецко-фашистскими захватчиками гвардии капитану Лукину Афанасию Петровичу присвоено звание Героя Советского Союза с вручением ордена Ленина и медали «Золотая Звезда».
В ноябре 1944 года как один из лучших лётчиков полка был направлен на учёбу в академию и на фронт больше не вернулся. В 1949 окончил Военно-воздушную академию (ныне — им. Ю. А. Гагарина). С 1949 года служил в управлении истребительной авиации Управления боевой подготовки ВВС. С 1979 полковник Лукин — в запасе.
Жил в городе-герое Москве. Работал старшим инженером отдела в Министерстве гражданской авиации. Скончался 24 октября 1996 года. Похоронен на Троекуровском кладбище в Москве (участок 2).

Могила Лукина на Троекуровском кладбище Москвы.

## Награды
- Медаль «Золотая Звезда» Героя Советского Союза.
- Орден Ленина.
- Два ордена Красного Знамени.
- Орден Александра Невского.
- Орден Отечественной войны 1 степени.
- Орден Отечественной войны 2 степени.
- Орден Красной Звезды.

## Память
- Мемориальная доска в память о Лукине установлена Российским военно-историческим обществом на здании Песковской средней школы Вязниковского района, где он учился.